# Daimyo
Daimyo (大名, daimyō, "dai = stor, myō = privatejet grund/område/egn/amt") er betegnelsen for en lensherre i Japan før 1868.